# شهرستان لیک (داکوتای جنوبی)
شهرستان لیک، داکوتای جنوبی (به انگلیسی: Lake County, South Dakota) یک سکونتگاه مسکونی در ایالات متحده آمریکا است که در داکوتای جنوبی واقع شده‌است.

## خصوصیات
شهرستان لیک ۱٬۴۸۹ کیلومترمربع مساحت دارد.